# Bottom Bitch
Bottom Bitch è un singolo della rapper statunitense Doja Cat, pubblicato il 3 ottobre 2019 come secondo estratto dal suo secondo album Hot Pink.
La canzone contiene un campionamento di What's My Age Again dei Blink-182.